# Charles Taylor junior
Charles Taylor junior, eigentlich Roy McArthur Belfast (* 1977 in Boston, Massachusetts, als Charles McArther Emmanuel, Name 1990 geändert in Roy McArthur Belfast, auch bekannt als Chuckie Taylor), ist der Sohn des ehemaligen liberianischen Präsidenten Charles Taylor.
Taylor befehligte die Sicherheitseinheit Anti Terrorist Unit von 1999 bis 2003. Ihm wird vorgeworfen, während des zweiten Bürgerkrieges in Liberia eine Reihe von schweren Menschenrechtsverletzungen begangen zu haben, für die er 2008 in den USA zu 97 Jahren Haft verurteilt wurde.

## Verhaftung 2006
Am 30. März 2006 versuchte Belfast mit einem Reisepass, für dessen Beantragung er falsche Aussagen gemacht hatte, in die USA einzureisen. Er wurde am Flughafen Miami festgenommen und bekannte sich am 15. September des Dokumentenbetrugs (engl. passport fraud) schuldig. Ab dem 7. Dezember 2007 war er für 11 Monate für dieses Vergehen inhaftiert. Bevor er seine Haftstrafe abgesessen hatte, fand der Hauptprozess gegen ihn statt, in dem die mit Folter assoziierten Straftaten zur Anklage kamen.

## Präzedenzfall: Folterprozess und Verurteilung
Für die Anklage gegen Belfast arbeiteten die Zollbehörde United States Immigration and Customs Enforcement und das FBI zusammen. Als erster US-amerikanischer Staatsbürger wurde Belfast in dem Präzedenzfall für Straftaten verurteilt, die nicht in den USA (sondern in Liberia) begangen wurden.
Im Einzelnen wurde Belfast für folgende Straftaten angeklagt: fünf Fälle von Folter, ein Fall von Verschwörung zur Folter, ein Fall von Schusswaffengebrauch und ein Fall von Anordnung eines Schusswaffengebrauches. Ihm wurden unterschiedliche Formen von Folter vorgeworfen, darunter das Verbrennen von Opfern mit geschmolzenem Plastik, Wachs, brennenden Zigaretten und glühenden Eisen, sowie massive Gewalteinwirkung durch Schläge mit Feuerwaffen, das Verursachen von Schnittverletzungen und die Verabreichung von Elektroschocks. Die Anwälte machten in dem Prozess klar, dass derartiges Verhalten amerikanischer Staatsbürger auch außerhalb der Landesgrenzen durch strafrechtliche Konsequenzen geahndet werden müsse.
Der Prozess fand an einem Bundesgericht in Miami statt und dauerte sechs Wochen. Am 31. Oktober 2008 wurde Belfast in sämtlichen Anklagepunkten schuldig gesprochen und zu 97 Jahren Gefängnis verurteilt. Er trat seine Haft im Hochsicherheitsgefängnis United States Penitentiary Big Sandy, in Washington, D.C., an und wurde später ins United States Penitentiary Lee, im Lee County, Virginia verlegt.